# Hjelmkakadu
Hjelmkakadu (latin: Callocephalon fimbriatum) er en fugl i familien kakaduer i ordenen papegøjer, der lever i det sydøstlige Australien.